# Gararu
Gararu là một đô thị thuộc bang Sergipe, Brasil. Đô thị này có diện tích 640,4 km², dân số năm 2007 là 11606 người, mật độ 18,12 người/km².